# Kamairicha

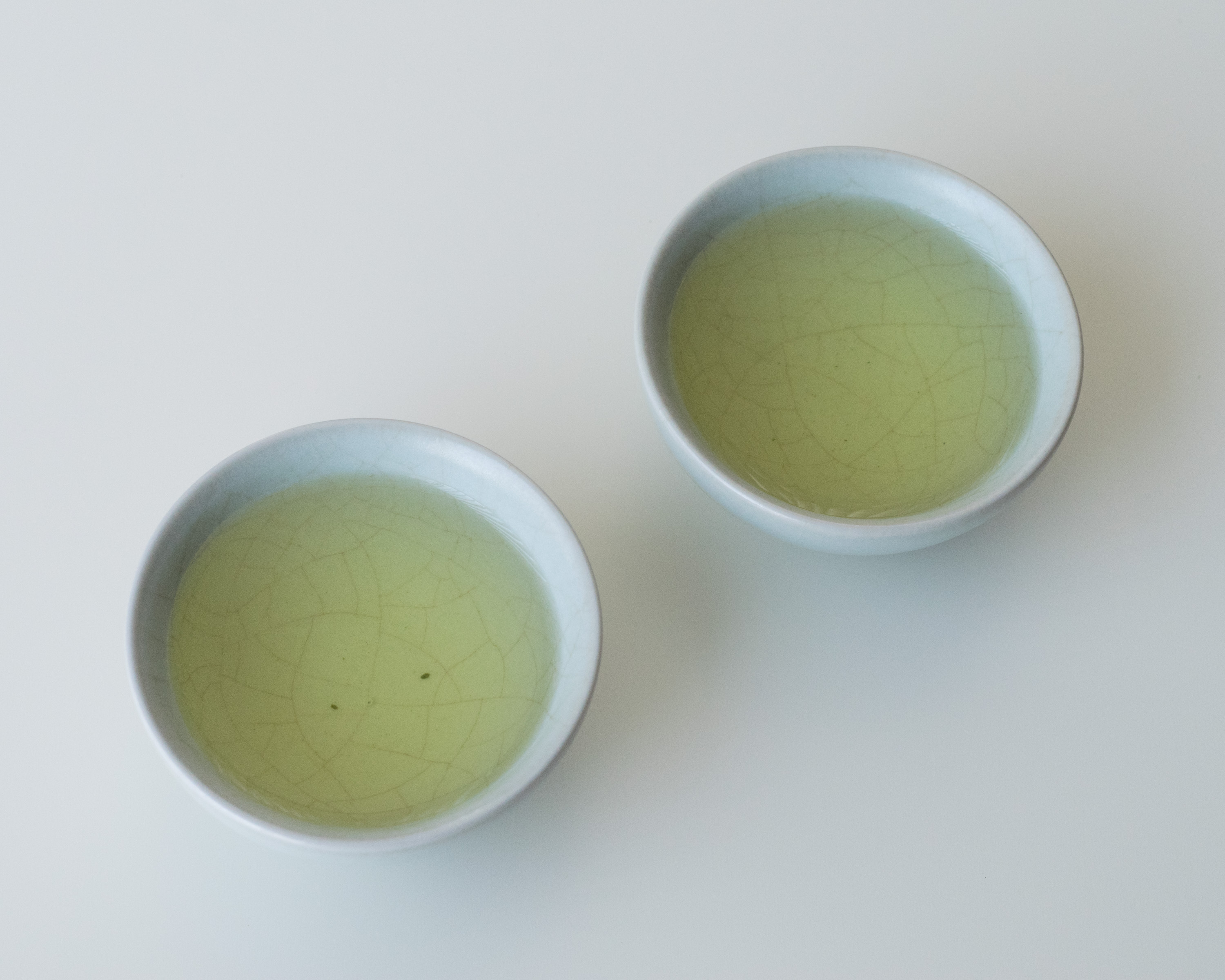
Deux tasses de thé kamairicha.

Le thé kamairicha (釜炒り製玉緑茶, kama-iri-sei tamaryoku-cha) est un type de thé japonais.

## Caractéristiques
L'oxydation de ses feuilles est arrêtée après la cueillette par chauffage direct dans une poêle chaude, selon la méthode chinoise, contrairement aux autres thés verts japonais qui sont traités à la vapeur. Il peut aussi être cuit au four.
Il existe deux types de malaxage des feuilles : l'un produit des feuilles enroulées (tamaryokucha) et l'autre produit des feuilles droites, en aiguille (kamanobicha).

## Historique

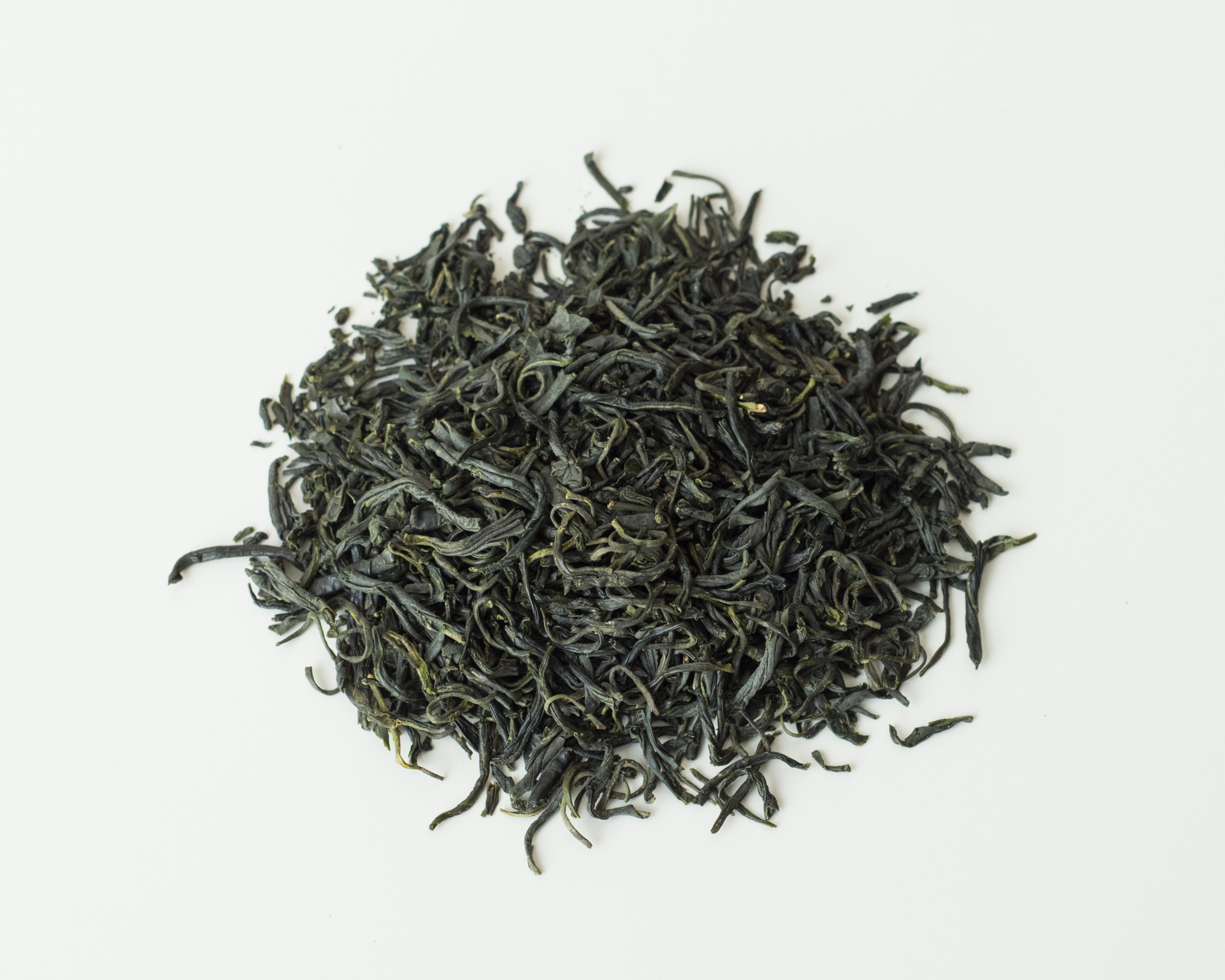
Feuilles de thé kamairicha.

Le kamairicha apparaît au Japon au XVIe siècle. Il est appelé tô-cha pendant l'époque d'Edo et a un grand succès auprès des lettrés de l'époque. Le sencha gagne en popularité au 19e siècle, menant au déclin du kamairicha.
Au 21e siècle, il constitue moins de 5 % du thé produit au Japon.